# Laren (Hollande-Septentrionale)
Pour les articles homonymes, voir Laren.
Laren est un village et une commune néerlandaise située dans le sud-est de la province de Hollande-Septentrionale. Bordée par Blaricum au nord, Eemnes à l'est, Baarn au sud — ces deux dernières communes étant en province d'Utrecht — et Hilversum à l'ouest, elle compte 11 563 habitants lors du recensement de 2022, pour une superficie de 12,37 km2.
Avec Gooise Meren, Huizen et Blaricum, elles forment la grande banlieue aisée du sud-est d'Amsterdam. Le Singer Laren, complexe comprenant un musée d'art et une salle de concert, fait la renommée de la commune au niveau national.

## Culture
Après l'émergence de l'École de Laren (Larense School) à la fin du XIXe siècle, le village voit passer des peintres notables à l'image d'Anton Mauve, Jan Sluijters et Ferdinand Hart Nibbrig (en), intéressés par le Gooi. En 1915, Piet Mondrian s'installe à Laren et avec lui ses ateliers.

## Personnalités liées à la commune
- Tamara Brinkman (née en 1978), actrice et animatrice de télévision et de radio néerlandaise, née à Laren ;
- Johnny de Mol (né en 1979), acteur et animateur de télévision néerlandais, né à Laren ;
- Sjoukje Hooymaayer (1940-2018), actrice néerlandaise, née à Laren ;
- Paula Majoor (née en 1942), actrice néerlandaise, née à Laren ;
- Johanna van Gogh (1862-1925), directrice d'expositions d'art néerlandaise, décédée à Laren ;
- Marie « Rie » Cramer (1887-1977), écrivaine et illustratrice prolifique de littérature pour enfants néerlandaise, y est décédée.
- Sybold van Ravesteyn (1889-1983), architecte néerlandais, décédé à Laren.

## Galerie

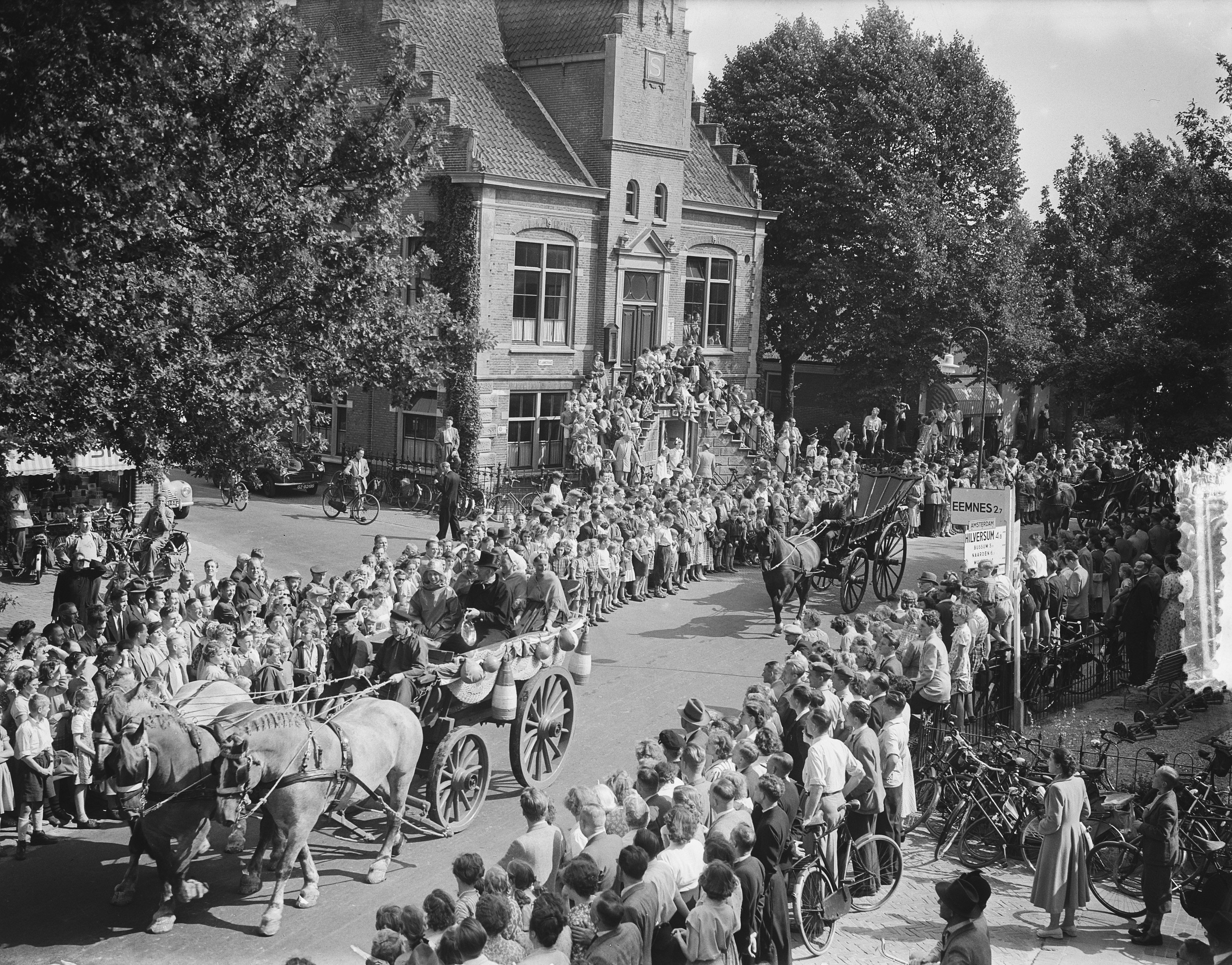
Journée des chariots de ferme (Boerenwagendag), le 23 août 1952.
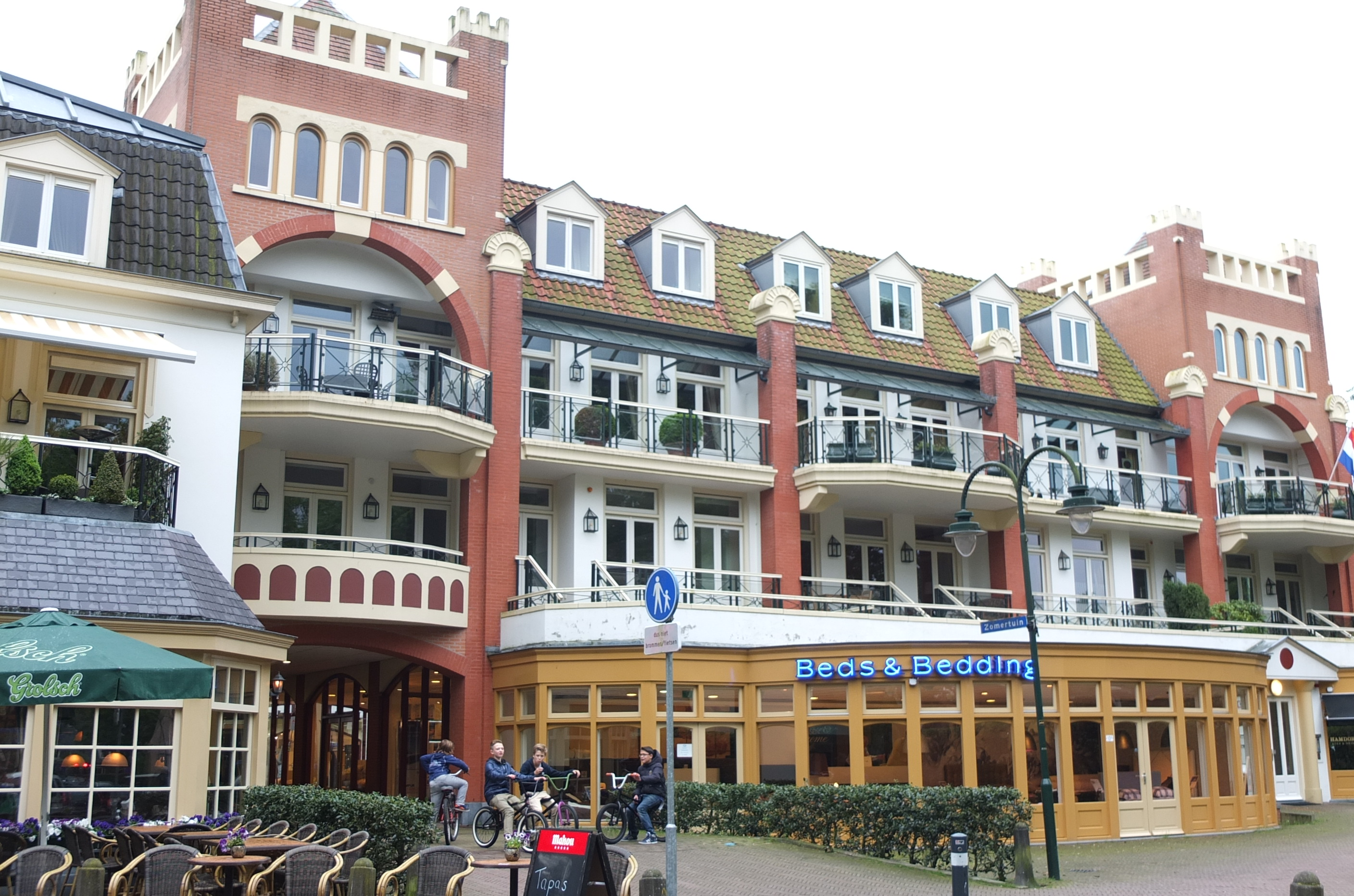
Centre de la commune.
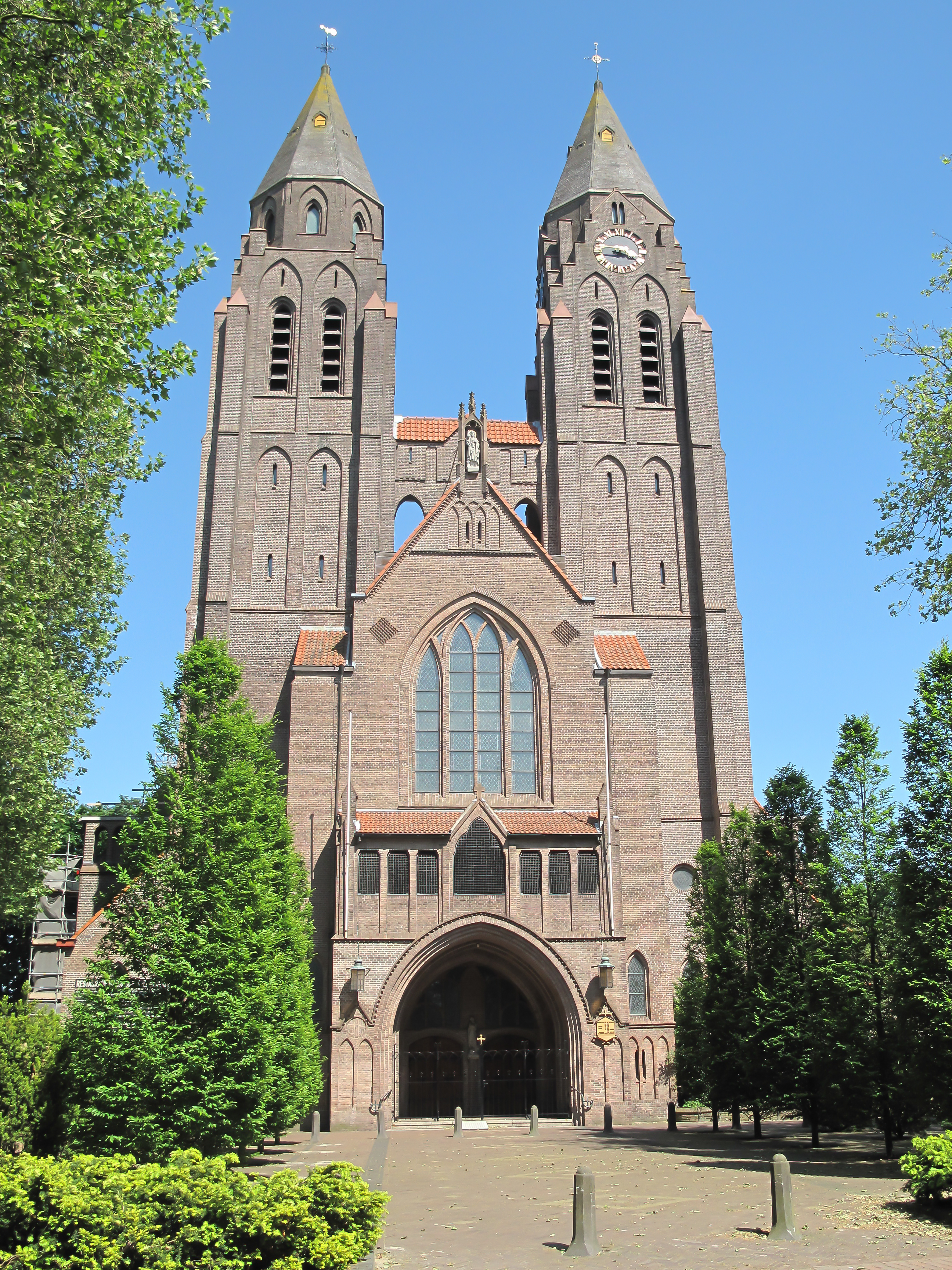
Basilique de Laren (Sint Jansbasiliek).
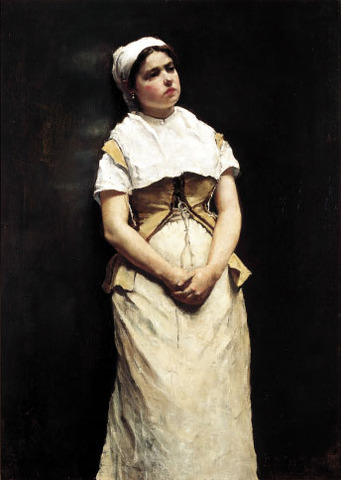
Œuvre de Franz Deutmann conservée au Singer Laren.